# Kotaro Fujiwara
Kotaro Fujiwara (藤原 広太朗 Fujiwara Kōtarō?, nacido el 17 de abril de 1990 en Tokio) es un futbolista japonés que se desempeña como defensa.

## Trayectoria

### Clubes
| Club             | País  | Año    |
| ---------------- | ----- | ------ |
| Tokushima Vortis | Japón | 2013 - |

## Estadística de carrera

### J. League
| Club             | Año   | J. League | J. League | Copa J. League | Copa J. League | Total | Total |
| Club             | Año   | Part.     | Goles     | Part.          | Goles          | Part. | Goles |
| ---------------- | ----- | --------- | --------- | -------------- | -------------- | ----- | ----- |
| Tokushima Vortis | 2013  | 42        | 0         | -              | -              | 42    | 0     |
| Tokushima Vortis | 2014  | 26        | 0         | 5              | 0              | 31    | 0     |
| Tokushima Vortis | 2015  | 34        | 0         | -              | -              | 34    | 0     |
| Tokushima Vortis | 2016  | 25        | 1         | -              | -              | 25    | 1     |
| Tokushima Vortis | 2017  | 36        | 0         | -              | -              | 36    | 0     |
| Total            | Total | 163       | 1         | 5              | 0              | 168   | 1     |